# Gabbia (architettura)

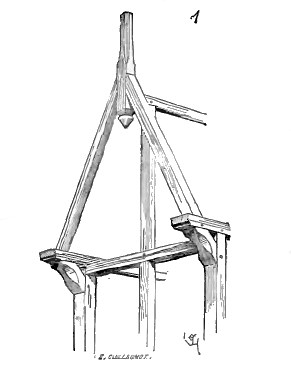
Illustrazione di una gabbia di Viollet-le-Duc.

La gabbia in architettura è originariamente la figura triangolare formante il sostegno di un abbaino.

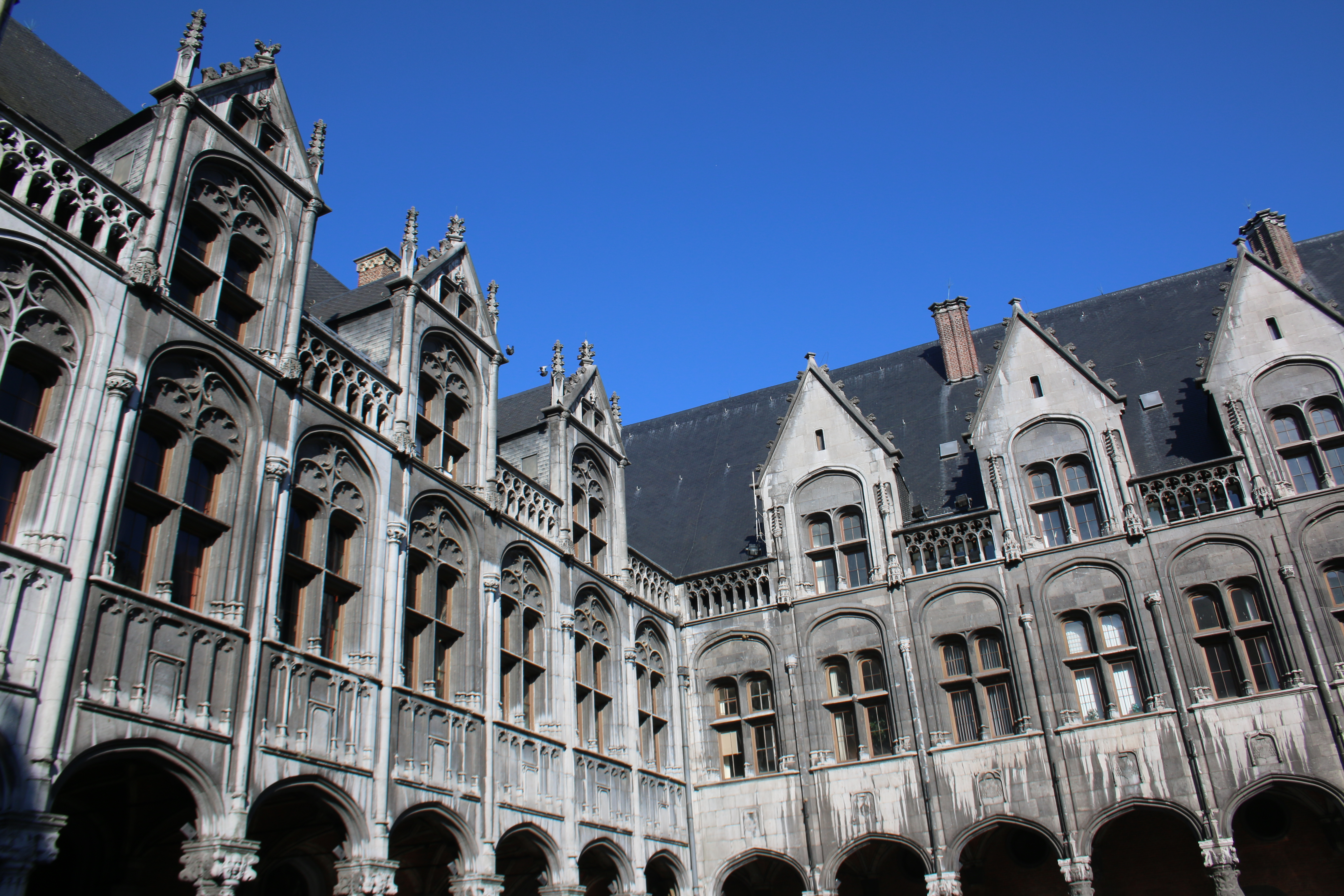
Gabbia del Palazzo dei Principi-vescovi a Liegi.
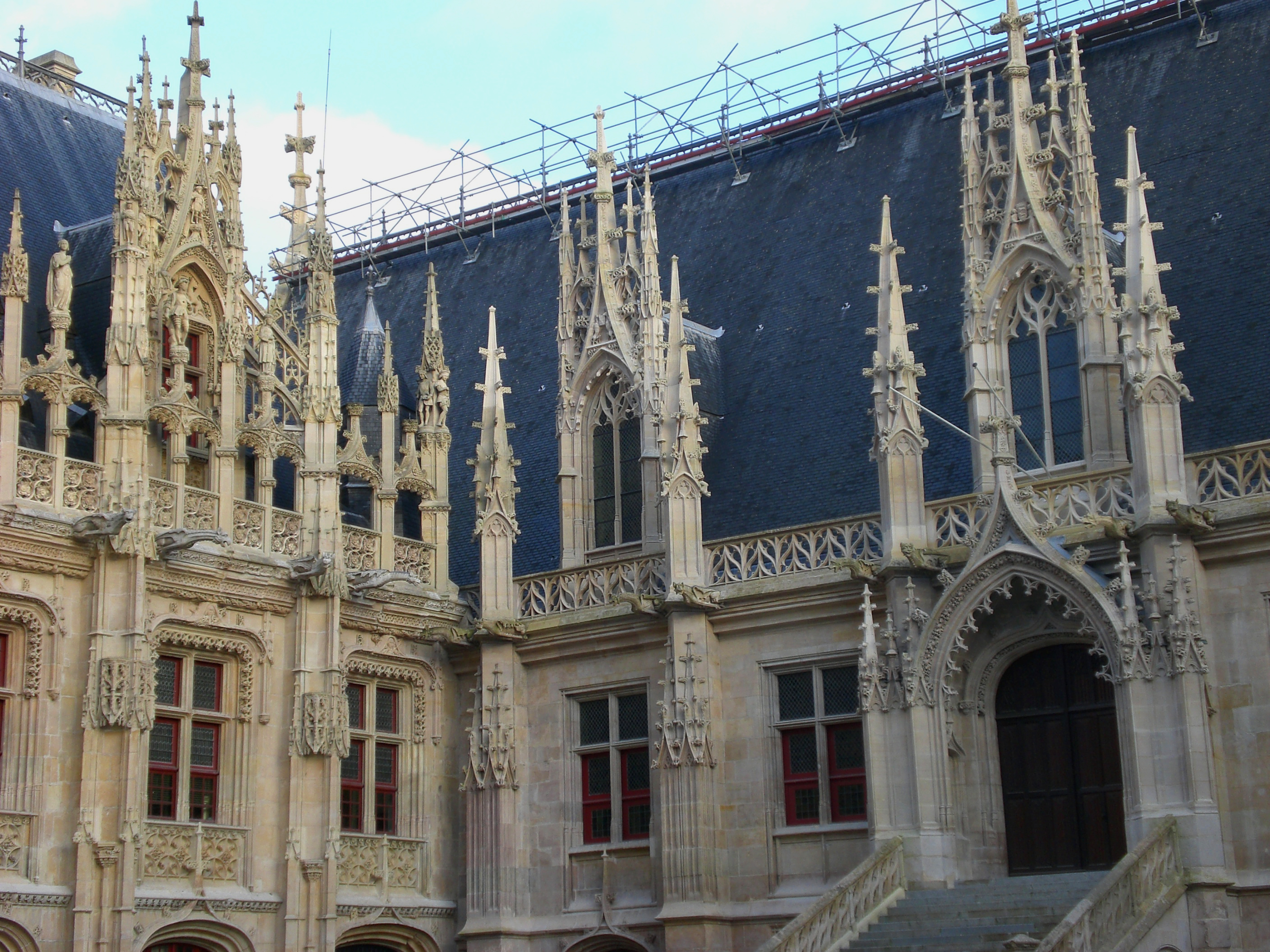
Gabbie gotiche elaborate del Palazzo di Giustizia di Rouen.
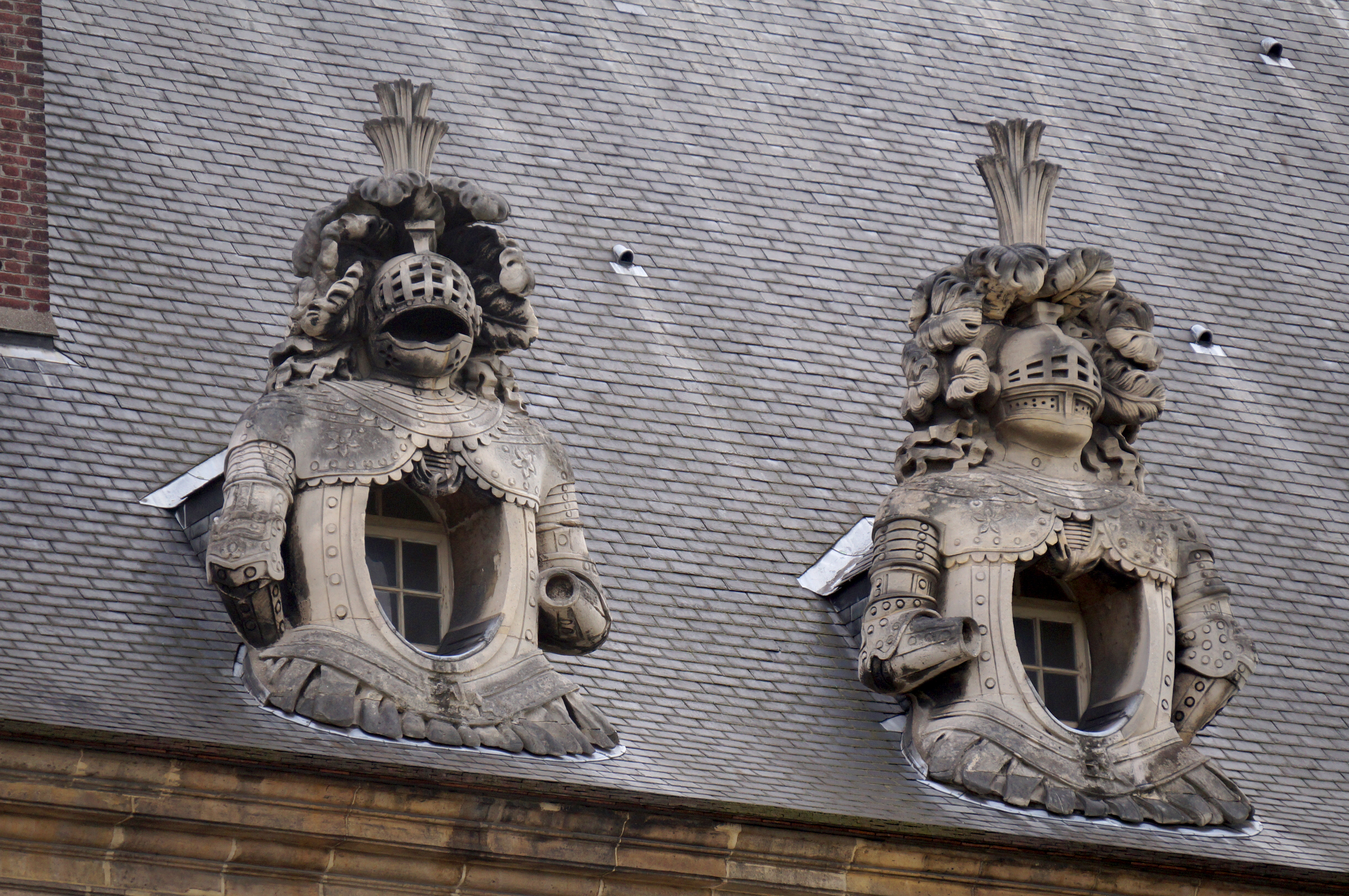
Gabbie barocche dell'Hôtel des Invalides a Parigi

## Esempi
- Casa Kammerzell a Strasburgo
- Palazzo di Giustizia di Rouen.
- Palazzo dei Principi-vescovi a Liegi.
- Casa Biebuyck, a Ypres, che presenta una gabbia caratteristica, al paramento decorato di arcate ereditate dalla costruzione in carpenteria.
- Gruppo di case sulla piazza centrale a Úštěk, nella Repubblica Ceca.